# Вакансия (физика)
Вака́нсия (от лат. vacans — пустующий, свободный) — дефект кристалла, представляющий собой узел, в котором отсутствует атом (ион). Иначе говоря, вакансия — место, где в случае идеального кристалла должен располагаться  атом (ион), но в действительности его в этом положении нет.

## Типы вакансий
В зависимости от заряда отсутствующего иона говорят о катионных и анионных вакансиях. Если на месте вакансии в идеальном кристалле располагается положительный ион, то вакансия называется катионной, если отрицательный — анионной.   
В ионных кристаллах, содержащих вакансии, электронейтральность обеспечивается тем, что дефекты образуются парами. В одном из возможных вариантов образования таких пар вместе с вакансией заряда одного знака возникает вакансия заряда и противоположного знака. Такие вакансии относят к классу дефектов по Шоттки. Первым представление о дефектах такого типа в науку ввёл немецкий физик Вальтер Шоттки (1935).
Другой вариант состоит в том, что вместе с вакансией образуется междоузельный ион. В этом случае вакансия возникает в результате ухода иона из узла в междоузлие, то есть в такое положение, которое в идеальной решётке ионы не занимают. Дефекты такого типа называют дефектами по Френкелю. Впервые сообщение о них было сделано в работах советского физика Якова Френкеля (1926).
При образовании вакансионных дефектов по Шоттки происходит увеличение объёма кристалла, вследствие чего его плотность понижается, а образование дефектов по Френкелю такого эффекта не вызывает.

## Свойства
В общем случае в кристаллах присутствуют дефекты обоих сортов, однако преобладающими являются те, для образования которых требуется меньшая энергия. Исследования показали, что дефекты по Шоттки характерны для чистых щелочно-галоидных кристаллов, а дефекты по Френкелю — для чистых кристаллов галогенидов серебра. 
Вакансии всегда присутствуют в кристалле, находящемся в состоянии теплового равновесия. Количество дефектов по Шоттки {\displaystyle n}, соответствующее температуре кристалла {\displaystyle T}, можно оценить с помощью формулы
{\displaystyle n\approx N\exp(-\Delta E_{S}/kT),}
где {\displaystyle N} — число ионов, {\displaystyle \Delta E_{S}} — энергия, необходимая для удаления одного иона из узла кристаллической решётки, {\displaystyle k}  — постоянная Больцмана. При Е~1 эВ и Т~1000 К из формулы следует n/N~10-5. 
Для оценки количества пар дефектов Френкеля служит другая формула:
{\displaystyle n\approx {\sqrt {NN^{\prime }}}\exp(-\Delta E_{F}/2kT),}
где {\displaystyle N} и {\displaystyle N^{\prime }} — концентрации узлов и междоузельных положений соответственно, а {\displaystyle \Delta E_{F}} — энергия, необходимая для перемещения атома из узла решётки в междоузлие.
Количество вакансий в кристалле может быть увеличено искусственно. Например, нагревание щёлочно-галоидных кристаллов в парах щелочных металлов приводит к проникновению в кристаллы щелочных ионов и образованию их избыточного количества, то есть к возникновению анионных вакансий.  
Вакансии оказывают существенное или даже определяющее влияние на многие свойства кристаллов и физические процессы в них (плотность, ионная проводимость, оптические свойства, внутреннее трение и т.д.). Так, анионные вакансии, захватившие электрон, способны формировать центры окраски, поглощающие оптическое излучение в видимой области спектра и тем самым окрашивающие кристалл.